# Before the Dawn
Before the Dawn ist eine Melodic-Death-Metal-Band aus Finnland.

## Geschichte
Gegründet wurde Before the Dawn im Jahr 1999 von Tuomas Saukkonen als Soloprojekt. Nachdem ein Demo von Saukkonen allein und ein zweites mit Hilfe eines befreundeten Schlagzeugers eingespielt worden war, kamen einige Musiker hinzu, die das Line-up komplettierten. Nach weiteren Veränderungen im Line-up wurde im Herbst 2000 die MCD Gehenna aufgenommen und im Frühling 2001 veröffentlicht. Es folgte eine weitere MCD mit dem Titel My Darkness, die aber nie der Öffentlichkeit vorgestellt wurde. Im Zuge dieser wurde jedoch ein Plattenvertrag beim spanischen Label Locomotive Records unterzeichnet, unter dem 2003 das Album My Darkness erschien, das die Lieder der gleichnamigen MCD enthält.
Das zweite Album 4:17 am erschien 2004, eine DVD mit dem Titel The First Chapter 2005. Nach weiteren Line-up-Wechseln wurde Before the Dawn wieder ein Soloprojekt von Tuomas Saukkonen. Das Album The Ghost (2006) wurde von ihm nahezu im Alleingang eingespielt. Als Gastmusiker wirkten hier bereits Sänger und Bassist Lars Eikind (Gesang, Ex-Khold) und Juho Räihä (Gitarrensoli) mit, die von da an fester Bestandteil der reformierten Band waren. Seit Fertigstellung des Albums Deadlight (2007) – auf dem Saukkonen die Drums selbst einspielte – komplettierte der Schlagzeuger Dani Miettinen das Line-up.
Das Jahr 2007 brachte einen Wechsel der Plattenfirma. Die Single Deadsong und das Album Deadlight erschienen beim finnischen Label Stay Heavy Records, das im Juli 2007 die zweite Single Faithless veröffentlichte, die ebenso wie Deadsong in der ersten Veröffentlichungswoche Platz 2 der finnischen Charts erreichte.
Ende Oktober 2008 veröffentlichte die Band ihr fünftes Studioalbum Soundscape of Silence bei Stay Heavy Records, das auf Platz 14 der finnischen Charts einstieg. Seit Sommer 2009 zählte Atte Palokangas als Schlagzeuger offiziell zur Band.
Im Frühjahr 2010 veröffentlichte Before the Dawn die EP Decade of Darkness, die in ihrer ersten Woche auf Platz 1 der finnischen Singlecharts einstieg. Im Februar 2011 kam die weltweite Edition, ergänzt mit einer DVD "Live at Summer Breeze Open Air 2009", auf den Markt.
Deathstar Rising erschien Ende Februar 2011 bei Nuclear Blast und schaffte es in die finnischen Top 10 der Albumcharts.
Als persönlichen Erfolg kann Band-Mastermind Tuomas Saukkonen die Auszeichnung mit dem Finnish Metal Award als „Bester Musiker 2011“ verzeichnen, Before the Dawn schaffte Platz 3 in der Kategorie „Beste Band“.
Diesen Titel konnte er auch 2012 erfolgreich verteidigen und seine Bands (Before the Dawn, Routasielu) in die Top 10 diverser Kategorien platzieren, ungeachtet der starken Konkurrenz in diesem Jahr.
Before the Dawn unterzog sich in der Zwischenzeit jedoch erneut einer Neustrukturierung – im Juni 2011 verließen Bassist und Clean-Sänger Lars Eikind und Drummer Atte Palokangas die Band, aus persönlichen bzw. musikalischen Gründen. Mit neuen Leuten (Pyry Hanski, Bass; Joonas Kauppinen, Schlagzeug) und reformiertem Sound ging es Ende 2011 auf Europa-Tour (mit Insomnium und MyGrain) und an die Produktion des neuen Albums Rise of the Phoenix, das Anfang Mai 2012 auf den Markt kam.
Am 10. Januar 2013 gab Tuomas Saukkonen neben weiteren Projekten auch das Ende von Before the Dawn bekannt. Er wolle sich mit Wolfheart lieber voll und ganz auf ein neues Projekt konzentrieren.
Im Jahr 2021 kehrte die Band zurück und nahm die Single The Final Storm für den Re-release des Albums Deadlight auf. Das Album erschien am 9. Juli 2021 und die Single am 30. April 2021. 2023 kam das Album „Stormbringers“ mit einer neuen Besetzung. Toumas Saukonnen sitzt nun am Schlagzeug und Paavo Laapotti, der bei The Voice of Finland 2022 den zweiten Platz belegte, ist der neue Frontmann der Band. Er ist ebenfalls Sänger der 2021 gegründeten Melodic-Death-Metal-Band Defiled Serenity.

## Musikstil
Ihre Musik definiert sich durch harte Riffs und melodisch-melancholischen Klang. Im Gegensatz zu anderen Bands des Genres wie Bethlehem oder Celtic Frost und Forgotten Tomb besitzt Before the Dawn weitaus größere Einflüsse aus dem Melodic Death Metal. Saukkonen selbst definiert den Stil der Band als „Melancholic Scandinavian Metal“.

## Diskografie

### Demos
- 2000: To Desire

### Alben
- 2003: My Darkness
- 2004: 4:17 A.M.
- 2006: The Ghost
- 2007: Deadlight
- 2008: Soundscape of Silence
- 2011: Deathstar Rising
- 2012: Rise of the Phoenix
- 2021: Deadlight – II Decades of Darkness
- 2023: Stormbringers

### EPs und MCDs
- 2001: Gehenna (MCD)
- 2010: Decade of Darkness
- 2024: Archaic Flame

### Videoalben
- 2005: The First Chapter